# Reese Hoffa
Pour les articles homonymes, voir Hoffa.
Reese Hoffa (né le 8 octobre 1977 à Evans, en Géorgie) est un athlète américain spécialiste du lancer du poids, champion du monde en 2007.

## Carrière
Étudiant à la Lakeside High School d'Evans, en Géorgie, Reese Hoffa se révèle en début de saison 2000 en se classant deuxième des Championnats universitaires en salle. Il ne parvient pas à se qualifier pour les Jeux olympiques d'été de Sydney, ne prenant que la sixième place des sélections américaines. Auteur d'un jet au-delà des vingt mètres (20,22 m) durant la saison 2001, il termine troisième des Championnats NCAA en plein air, et neuvième des Universiade d'été. En 2003, le lanceur américain remporte la médaille d'or des Jeux panaméricains de Saint-Domingue avec un meilleur jet mesuré à 20,95 m.
En début de saison 2004, Hoffa monte sur la deuxième marche du podium des Championnats du monde en salle de Budapest, se classant derrière son compatriote Christian Cantwell. Deuxième des sélections olympiques américaines, il obtient sa qualification pour les Jeux olympiques. A Athènes, il est éliminé au stade des qualifications avec la modeste performance de 19,40 m. Auteur de la sixième performance mondiale de l'année 2004 (21,67 m lors du meeting de Carson), il se classe quatrième de la finale mondiale de l'IAAF tenue à Monaco. L'année suivante, l'Américain remporte le meeting new-yorkais indoor des Millrose Games, ainsi que le meeting de Doha, compétition dans laquelle il réalise 21,29 m, quatrième performance de l'année aux bilans mondiaux. Il se classe par ailleurs troisième de la Finale mondiale de l'athlétisme. 
Reese Hoffa décroche son premier titre international majeur en début de saison 2006 lors des Championnats du monde en salle de Moscou, devançant avec un lancer à 22,11 m le Biélorusse Andrei Mikhnevich et le Danois Joachim Olsen. Il remporte par ailleurs pour la première fois le titre des Championnats des États-Unis en salle en signant la performance de 21,61 m. Auteur de 21,96 m en juin à Indianapolis, il s'impose lors de la Finale mondiale 2006 de Stuttgart avec 21,05 m. Sélectionné pour la Coupe du monde des nations d'Athènes, l'Américain se classe deuxième du concours derrière l'Allemand Ralf Bartels.

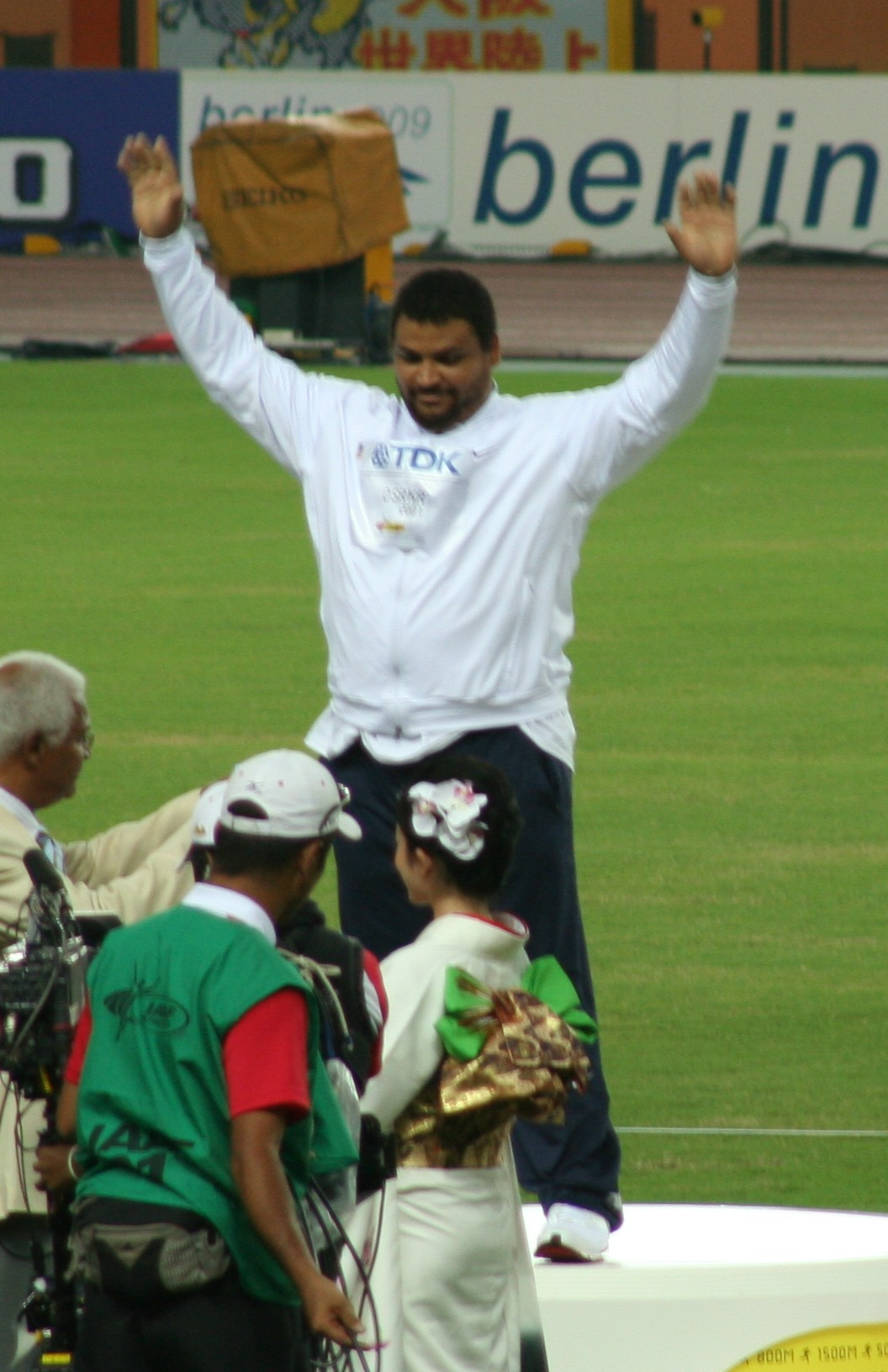
Reese Hoffa sur la plus haute marche du podium des Championnats du monde d'Osaka, en 2007.

Il s'adjuge son premier titre national en plein air en 2007 à Indianapolis (21,47 m). Peu avant les Championnats du monde, il établit la meilleure performance de l'année avec 22,43 m lors du meeting de Londres. Le 25 août 2007, à Osaka, Reese Hoffa devient champion du monde avec un jet à 22,04 m, devançant de plus de quarante centimètres la marque de son compatriote Adam Nelson. En fin de saison, Hoffa prend de nouveau le dessus sur Nelson lors de la Finale mondiale de Stuttgart, signant son deuxième succès consécutif dans cette compétition.
En début d'année 2008, l'Américain termine deuxième des Championnats du monde en salle de Valence, derrière Christian Cantwell. Vainqueur des sélections olympiques américaine d'Eugene, il ne se classe que septième de la finale des Jeux olympiques de Pékin. Il connait une nouvelle déception en 2009 en échouant au pied du podium des mondiaux de Berlin avec la marque de 21,28 m.
Reese Hoffa prend la deuxième place du classement général de la Ligue de diamant 2010, derrière Christian Cantwell, remportant notamment les deux derniers meetings de la compétition à Londres et lors de la finale à Bruxelles où il réalise son meilleur lancer depuis 2007 avec 22,16 m.
Avec 21,87 m réalisés le 28 janvier 2012, il possède la MPMA à l'approche des championnats du monde en salle 2012 devant son compatriote Ryan Whiting.
Il met un terme à sa carrière sportive après la finale des sélections olympiques américaines où il se classe 5e.

## Palmarès

### International
| Date | Compétition                     | Lieu             | Résultat | Marque  |
| ---- | ------------------------------- | ---------------- | -------- | ------- |
| 2003 | Jeux panaméricains              | Saint-Domingue   | 1er      | 20,95 m |
| 2004 | Championnats du monde en salle  | Budapest         | 2e       | 21,07 m |
| 2004 | Finale mondiale                 | Monaco           | 4e       | 20,51 m |
| 2005 | Finale mondiale                 | Monaco           | 3e       | 20,87 m |
| 2006 | Championnats du monde en salle  | Moscou           | 1er      | 22,11 m |
| 2006 | Finale mondiale                 | Stuttgart        | 1er      | 21,05 m |
| 2006 | DécaNation                      | Paris            | 1er      | 21,29 m |
| 2007 | Championnats du monde           | Osaka            | 1er      | 22,14 m |
| 2007 | Finale mondiale                 | Stuttgart        | 1er      | 20,98 m |
| 2008 | Championnats du monde en salle  | Valence          | 2e       | 21,20 m |
| 2008 | Jeux olympiques                 | Pékin            | 5e       | 20,53 m |
| 2008 | Finale mondiale                 | Stuttgart        | 4e       | 20,37 m |
| 2009 | Championnats du monde           | Berlin           | 4e       | 21,28 m |
| 2009 | Finale mondiale de l'athlétisme | Thessalonique    | 4e       | 20,66 m |
| 2010 | Ligue de diamant                | Ligue de diamant | 2e       | détails |
| 2011 | Championnats du monde           | Daegu            | 4e       | 20,99 m |
| 2011 | Ligue de diamant                | Ligue de diamant | 2e       | détails |
| 2012 | Championnats du monde en salle  | Istanbul         | 4e       | 21,55 m |
| 2012 | Jeux olympiques                 | Londres          | 3e       | 21,23 m |
| 2012 | Ligue de diamant                | Ligue de diamant | 1er      | détails |
| 2013 | Championnats du monde           | Moscou           | 4e       | 21,12 m |
| 2014 | DécaNation                      | Angers           | 1re      | 20,45 m |
| 2014 | Ligue de diamant                | Ligue de diamant | 1re      | 23 pts  |
| 2015 | Championnats du monde           | Pékin            | 5e       | 21,00 m |
| 2015 | DécaNation                      | Paris            | 1er      | 20,16 m |
| 2015 | Ligue de diamant                | Ligue de diamant |          | détails |

### National
- Championnats des États-Unis d'athlétisme : 
  - Plein air : vainqueur en 2007, 2008 et 2012, 2e en 2006, 2009, 2010 et 2012
  - Salle : vainqueur en 2006, 2e en 2004, 2005 et 2007

## Records personnels
| Épreuve         | Épreuve      | Performance | Lieu    | Date         |
| --------------- | ------------ | ----------- | ------- | ------------ |
| Lancer du poids | En plein air | 22,43 m     | Londres | 3 août 2007  |
| Lancer du poids | En salle     | 22,11 m     | Moscou  | 10 mars 2006 |